# 印西市立宗像小学校
印西市立宗像小学校（いんざいしりつ むなかたしょうがっこう）は、かつて千葉県印西市岩戸にあった公立小学校。

## 概要
学区は東西約6km、南北約6キロメートルでやや菱形をしていた。沼に面した南と八千代市に面した西方面は沼南と同じ高度であり、湿地帯で水田が開けている。中央より北方にかけては丘陵をなしており、山林や畑が散在し、一帯の地質は関東ローム層である。

## 沿革
- 1873年（明治6年）3月 - 岩戸泉福寺を仮教場として、岩戸校を開校。
- 1876年（明治9年）1月 - 岩戸中里に38坪の校舎を新築移転。
- 1885年（明治18年）10月 - 師戸小学校を合併し、南湖小学校と改称。
- 1887年（明治20年）10月 - 岩戸尋常小学校と改称。
- 1889年（明治22年）10月 - 鎌苅分校を廃止し、宗像尋常小学校と改称。
- 1897年（明治30年）5月 - 高等科を併置、宗像尋常高等小学校と改称。
- 1941年（昭和16年）4月 - 学制の改正により、宗像村国民学校と改称。
- 1947年（昭和22年）4月 - 六三制により、宗像村立宗像小学校と改称。
- 1955年（昭和30年）4月 - 宗像村と六合村が合併し印旛村が誕生したのにともない、印旛村立宗像小学校と改称。
- 2010年（平成22年）3月 - 印旛村が本埜村とともに印西市に編入したのにともない、印西市立宗像小学校と改称。
- 2019年（平成31年) 3月 - いには野小学校と統合し、廃校。

## 学区
岩戸、師戸、鎌苅、大廻、造谷、吉田、つくりや台一丁目、つくりや台二丁目の区域。

## 進学
- 印西市立印旛中学校